# Bob B. Soxx & the Blue Jeans
Bob B. Soxx & the Blue Jeans was een vocale groep uit de vroege jaren 1960, geproduceerd door Phil Spector, en was aanvankelijk bedoeld als een 'vehikel' voor de leadzang van Bobby Sheen, die de artiestennaam Bob B. Soxx aannam. The Blue Jeans waren de achtergrondzangeressen Darlene Love en Fanita James, die beiden ook lid waren van de meidengroep The Blossoms.

## Biografie
Ondanks Sheens status als groepsleider, gebruikte Spector, tegen de tijd dat het trio de opnamestudio betrad, Love vaak als de primaire zanger van de groep. Sheen deed de leadzang op de eerste hit Zip-a-Dee-Doo-Dah uit 1962 (oorspronkelijk uit de Disney-film Song of the South uit 1946). Love verzorgde ondertussen de leadzang op de vervolgsingle Why Do Lovers Break Each Other's Heart uit 1963. Sheen en Love deelden de leadzang op de laatste single Not Too Young to Get Married.
Sheen en Love deelden de vocalen op het enige album Zip-a-Dee-Doo-Dah (1963) dat de groep ooit had opgenomen
Sheen is te horen als leadzanger op de laatste opnamen The Bells of St. Mary's en Here Comes Santa Claus, twee nummers op het door Spector geproduceerde album A Christmas Gift for You van Phil Spector (1963), waarop Love ook als soloartiest verschijnt. Op de hoes van dit album staat een groepsportret van Sheen met de twee Blue Jeans-vocalisten (eigenlijk nog twee Spector-sessiezangers), Lillian Washington en toekomstig Honey Cone-lid Carolyn Willis, die toerde met Sheen als The Blue Jeans, hoewel zowel Love als James doorgingen als The Blue Jeans in de opnamestudio.
Na 1963 werd de groep gedropt door Philles Records en hield feitelijk op te bestaan. Sheen ging terug naar het gebruik van zijn echte naam, nam medio jaren 1960 enkele nummers op voor Capitol Records en voegde zich later bij een tourneeversie van The Coasters, met de oorspronkelijke baszanger Bobby Nunn. Sheen was eerder lid van The Robins en trad toe in 1957. Love nam een paar solohits op en was de leadzanger op ten minste twee hitrecords van The Crystals. Het staat ook vast dat Sheen, Love en James (met de rest van The Blossoms) de stemmen waren op de hits He's a Rebel en He's Sure the Boy I Love van The Crystals.

## Hitsingles
- 1962: Zip-A-Dee-Doo-Dah (Billboard Hot 100, 8e plaats)
- 1963: Why Do Lovers Break Each Other's Heart (Amerikaanse hitlijst, 38e plaats)
- 1963: Not Too Young To Get Married (Amerikaanse hitlijst, 63e plaats)